# Koryto (album Nuclear Vomit)
Koryto – drugi album studyjny polskiego zespołu deathgrindowego Nuclear Vomit.

## Lista utworów
1. "PETA (People Eat Tasty Animals)"
2. "Pańćkraut"
3. "H1N1, Bitch"
4. "Pilnik w Sromie"
5. "Koryto"
6. "Cuntraptor"
7. "Green-Piss-of-Shit"
8. "Elektrociepłownia w Bytomiu (After Eating a Pig)"
9. "Vomitphobia"
10. "Say "10""
11. "We Shit on Your Mom"
12. "Grindhouse Pigsley (Hellvis Pigsley)"

## Twórcy
- Ulcer - wokal
- Perkinz - gitara
- Buła - perkusja
- Faja - gitara basowa
- Vaginathor - wokal